# La rivolta delle gladiatrici
La rivolta delle gladiatrici è un film del 1974, diretto da Steve Carver e da Joe D'Amato (solo nella versione italiana, con lo pseudonimo Michael Wotruba).
Nel 2001 ne è stato realizzato un remake, intitolato The Arena, diretto dal regista Timur Bekmambetov.

## Trama
In Gallia la sacerdotessa Bodicia viene catturata insieme ad altre ragazze dai soldati romani. Contemporaneamente, in Nubia, viene catturata Mamawi, una ballerina. Le ragazze vengono portate a Roma e vendute come schiave per soddisfare sessualmente i gladiatori. Mamawi scatena una rissa nella cucina e l'omosessuale Timarcus decide di fare combattere le ragazze nell'arena, con l'obiettivo di risvegliare l'interesse del popolo verso i combattimenti.
Le ragazze vengono così affidate a Septimus, l'addestratore dei gladiatori, che si innamora dell'ingenua Lucinia. Le donne iniziano i loro combattimenti, ma il pubblico sembra annoiarsi perché non ci sono ferimenti o uccisioni. La folla inizia quindi a reclamare il sangue e le ragazze sono obbligate ad andare fino in fondo e a uccidersi tra di loro. Le ragazze sopravvissute vengono convinte da Mamawi e Bodicia a fuggire. Tra le gladiatrici scoppia così una rivolta che le porterà alla libertà.

## Produzione
La rivolta delle gladiatrici è una produzione italo americana del 1973, diretta quasi interamente dal regista statunitense Steve Carver con la co-regia di Joe D'Amato. Venne prodotta da Roger Corman. Al montaggio della versione americana collaborò anche Joe Dante, futuro regista di Gremlins.
Il film fu girato completamente in Italia negli studi di Cinecittà e alcuni esterni nei pressi di Roma. Nella versione italiana il film è stato firmato da Joe D'Amato con lo pseudonimo di Michael Wotruba. La produzione italiana, temendo un aumento dei costi, coinvolse D'Amato nel progetto poiché all'epoca era specializzato nel dirigere film a basso costo. D'Amato ricoprì anche il ruolo di direttore della fotografia e prese parte alla regia. In un'intervista Massaccesi dichiarò che tutte le scene nell'arena e quelle di azione e combattimento furono tutte dirette da lui, mentre il regista Steve Carver diresse tutte le scene dialogate in quanto il film fu girato in lingua inglese.
La produzione americana in seguito rivendicò che il film era stato diretto dal solo Carver. Le due attrici principali vennero scelte dalla produzione americana perché avevano già girato insieme dei film di successo. Il film fu distribuito in America con un montaggio differente rispetto a quello italiano, numerose sequenze di dialogo furono tagliate. Finito di girare il film, le scenografie gli interni e l'arena furono riutilizzate da Joe D'Amato in Diario di una vergine romana.

## Slogan promozionali
- «Black slave, white slave»;
«Schiave nere, schiave bianche»;
- «See wild women fight to the death!»;
«Guardate le donne selvagge combattere fino alla morte!».

## Titoli per l'estero
Il film uscì negli Stati Uniti comeThe Arena e Naked Warriors.